# Le Thillay
Le Thillay – miejscowość i gmina we Francji, w regionie Île-de-France, w departamencie Dolina Oise.
Według danych na rok 2010 gminę zamieszkiwało 4118 osób, a gęstość zaludnienia wynosiła 1045 osób/km².